# Želebej
Želebej je obmejna gručasta vas v skrajnem severovzhodnem delu Bele krajine, naselje v Občini Metlika.

## Opis
Vas se nahaja na levem bregom reke Kolpe, ob nekdaj pomembni trgovski poti proti mestu Karlovec na Hrvaškem. 
Ob Kolpi so predvsem travniki, severno in zahodno od vasi njive, še dlje proti severu pa steljniki in listnati gozd. Nekaj vinogradov je na zaplati lapornatega terena.